# Coggon
Coggon est une ville du  comté de Linn, en Iowa, aux États-Unis. Elle est fondée en 1857 et incorporée le 14 juin 1892.

## Source de la traduction
- (en) Cet article est partiellement ou en totalité issu de l’article de Wikipédia en anglais intitulé « Coggon, Iowa » (voir la liste des auteurs).